# Oreste Zamor
Pour les articles homonymes, voir Zamor.
 (novembre 2018).
Si vous disposez d'ouvrages ou d'articles de référence ou si vous connaissez des sites web de qualité traitant du thème abordé ici, merci de compléter l'article en donnant les références utiles à sa vérifiabilité et en les liant à la section « Notes et références ».
Oreste Zamor (1861 à Hinche ; † 27 juillet 1915 à Port-au-Prince) est un général et homme politique haïtien qui est président de la République du 8 février au 29 octobre 1914. C'est sous sa présidence que commence la Première Guerre mondiale. Opposé à la guerre, et allié par intérêt aux États-Unis et à l'Allemagne, il met en place une politique pacifiste. 
Réformiste, il fait voter plusieurs lois contre la corruption et dissout certains groupes paramilitaires. Cela provoque la rébellion de la milice des « Cacos », qui renverse le gouvernement et oblige Zamor à la démission. 
Après le coup d'État, il reste dans l'opposition au dictateur cacos Vilbrun Guillaume Sam, ce qui entraîne son arrestation puis son assassinat. Ses partisans, les « zamoristes » poussent le peuple à se soulever ce qui déclenche la révolution de 1915, qui finit par mettre fin à la dictature des « Cacos ».

## Biographie

### Présidence (1914)

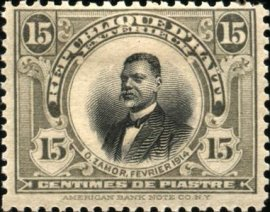
Timbre-poste haïtien de 1915 à l'effigie du président Oreste Zamor.

Oreste Zamor rejoint l'armée en 1888. Après ses affectations dans les garnisons de Saint-Michel-de-l'Attalaye, Limbé, Les Gonaïves et Dessalines, il devient chef d'une armée de paysans révoltés (Cacos) avec son frère Charles Zamor. Douze jours après la démission de Michel Oreste, 27 janvier 1914, il est élu le 8 février 1914 pour un mandat de sept ans comme président de la république, à la tête de son parti, les républicains-démocrates. Son frère Charles Zamor devint ministre de l'Intérieur. Les banques n'accordèrent que peu de crédit aux frères Zamor et ils ne disposèrent donc pas des fonds nécessaires pour payer les soldats. Oreste Zamor dut faire face à la contestation de la part de son ancien allié et désormais rival, le général Joseph Davilmar Théodore, chef de la milice des « Cacos », et du révolutionnaire Rosalvo Bobo contre son gouvernement. Il accepta une protection des États-Unis, de retour en octobre 1914, en acceptant un soutien militaire. Mais face à la prise de pouvoir des « Cacos », Zamor et son frère quittent le pays. Charles Zamor se réfugia successivement aux ambassades de République dominicaine et de France, alors que l'ex-président se mit sous la protection d'un navire marchand. Puis, fermement opposé à la dictature, il revient à Haïti avec une nouvelle doctrine, le « Zamorisme », idéologie qui s'oppose fermement à celle des miliciens au pouvoir. Encombrant, il est emprisonné au pénitencier national de Port-au-Prince. Il fut fusillé neuf mois plus tard sous les ordres du général Vilbrun Guillaume Sam. Sa mort engendre dès le lendemain la révolution de 1915 qui provoque la mort de Guillaume Sam et la chute des « Cacos ». Le chaos révolutionnaire incite les Américains à intervenir, c'est le début de l'occupation américaine.   